# Havneby
Havneby – miasto w Danii, w regionie Dania Południowa, w gminie Tønder.